# تشنارخاتون (مقاطعة دورود)
تشنارخاتون (بالفارسية: چنارخاتون) هي قرية تقع في قسم دورود الريفي (مقاطعة دورود) في إيران. يقدر عدد سكانها بـ 61 نسمة بحسب إحصاء 2016.